# (633) Zelima
(633) Zelima ist ein Asteroid des Hauptgürtels, der am 12. Mai 1907 vom deutschen Astronomen August Kopff in Heidelberg entdeckt wurde. 
Die Namensherkunft ist unbekannt.